# Job Mansilla
Job David Mansilla Hinojosa (Miraflores, Lima; 6 de junio de 1990) es un actor y comediante peruano, conocido por su trayectoria artística en el stand-up comedy, participando en diferentes unipersonales. 

## Biografía
Nació el 6 de junio de 1990 en el distrito de Miraflores, Región Lima; bajo el nombre completo de Job David Mansilla Hinojosa. Creció en el seno de una familia dedicada al catolicismo. Estudió la carrera de ingeniería civil, la cual optaría por abandonarla. Comenzó su carrera artística como comediante, participando en diferentes talleres de stand-up comedy desde los 21 años, en el año 2011. Fue formado por el comediante y actor cómico Ricardo Mendoza.
Gracias a su desempeño en la comedia, le ha permitido incursionarse en la televisión peruana, incorporándose al programa cómico El wasap de JB de Latina Televisión en 2017, participando en el rol de actor cómico, permaneciendo por seis meses, cuando fue separado del programa producto de su conflicto interno con Enrique «Yuca» Espejo, uno de los integrantes del elenco, tras su defensa hacia Clara Semirana. Previo a ello, se incursiona en la actuación, teniendo una participación en el reparto central de la película La paisana Jacinta en búsqueda de Wasaberto en 2017, bajo el papel de Agapito, un hombre fracasado. Participó en el reparto recurrente de la teleserie De vuelta al barrio como Federico Carapongo durante el periodo 2017-2018.[cita requerida]
Mancilla estrena su primer unipersonal Cuando sea grande, quisiera ser niño en 2019 y fue estrenada en el Teatro del Centro Cultural El Olivar.
En el año 2022, fue parte del unipersonal Géminis, que a su vez dirige y escribe.[cita requerida] Participó en el elenco protagónico de la obra cómica ¿Existen límites en el humor? junto al cómico El Cacash.[cita requerida]
En el año 2023, participó en su espectáculo Sesiones GTN, manteniendo su estilo cómico y estrenado en el Gran Teatro Nacional del Perú. En ese mismo año, se incluye dentro del reparto central de la película Encintados como Charly y se convierte en el director general de la Asociación Cultural Ovejas Negras.
En el año 2024, estrena su unipersonal Comedia afrodisiaca, siendo a su vez protagonizada por él mismo y fue estrenado en el Nuevo Teatro Julieta. En ese mismo año, se suma al reparto principal de la película cómica Muerto de risa. En el año 2024, fue parte del elenco central del show Batalla de comediantes: Stand-up bajo el formato concurso, contando con la presencia de otros comediantes como Mateo Garrido-Lecca. Participó en el teatro peruano, dentro del reparto central de la obra cómica La corrupta comedia en 2024, la cual le valió su premiación en los Premios El Oficio Crítico en la categoría «Mejor actor de reparto».
Continuó con su faceta actoral, en ese año participando en el elenco principal de la película biográfica Sube a mi nube, bajo el papel de Rolo. En el año 2025, fue anunciado en el reparto central de la cinta musical Locos de amor: Mi primer amor.
Fue protagonista del unipersonal ¡Duende tierno! en el año 2025, cuya sinopsis está basado sobre las anécdotas de sus primeros años de vida en su barrio en el distrito de San Miguel.

## Filmografía

### Unipersonales
- Cuando sea grande, quisiera ser niño (2019), comediante y protagonista.
- Géminis (2022), comediante.
- ¿Existen límites en el humor? (2022), comediante.
- Empezamos con los planes de San Valentín (2022-2023), comediante.[13]
- Sesiones GTN (2023), comediante y protagonista.
- Comedia afrodisiaca (2024), comediante.
- Batalla de comediantes (2024), comediante y reparto central.
- La corrupta comedia (2024), reparto central.
- ¡Duende tierno! (2024-2025), comediante y protagonista.

### Televisión
- De vuelta al barrio (América Televisión; 2017-2018), Federico Carapongo / Félix Casagrande (reparto recurrente).
- El wasap de JB (Latina Televisión; 2017), actor cómico, comediante y parte del elenco.

### Cine
- La paisana Jacinta en búsqueda de Wasaberto (2017), Agapito (reparto central).
- Encintados (2023), Charly (reparto principal).
- Muerto de risa (2024), Dulfu (reparto central).
- Sube a mi nube (2024), Rolo (reparto principal).
- Los bárbaros (2024), reparto principal.
- Locos de amor: Mi primer amor (2025), reparto central.

### Teatro
- Un misterio, una pasión (2018), Caradura (reparto central).

## Premios y nominaciones
| Año  | Premios                   | Categoría              | Trabajo             | Resultado | Ref.  |
| ---- | ------------------------- | ---------------------- | ------------------- | --------- | ----- |
| 2024 | Premios El Oficio Crítico | Mejor actor de reparto | La corrupta comedia | Ganador   | [ 8 ] |